# Hohe Wart (Spessart)
Die Hohe Wart ist ein Höhenzug des Spessarts im bayerischen Landkreis Miltenberg. Seine höchste Erhebung ist 433 m ü. NHN und auch unter dem Namen Halbwasenberg bekannt.

## Geographie
Der bewaldete Höhenzug entspricht dem gemeindefreien Staatsforst Hohe Wart. Das 4,68 km² große Gebiet grenzt an die Gebiete der Gemeinden Bessenbach (Gemarkung Oberbessenbach) und Mespelbrunn, beide im Landkreis Aschaffenburg, sowie an das Gebiet der Gemeinde Leidersbach (Gemarkungen Leidersbach und Volkersbrunn) und des Marktes Sulzbach am Main (Gemarkung Soden), beide im Landkreis Miltenberg. Alleinige Grundeigentümerin ist die Stadt Aschaffenburg.
Der Pfaffenberg (432 m ü. NHN) mit seiner Sendeanlage des Bayerischen Rundfunks grenzt im Nordwesten. Diese Hohe Wart ist nicht zu verwechseln mit zwei weiteren Erhebungen im Spessart (fast) gleichen Namens: der Hohen Wart bei Rohrbrunn und der  Hohen Warte bei Ruppertshütten. Über die Hohe Wart führt der Fränkische Marienweg.

## Hohe-Wart-Haus
Unweit des höchsten Punktes befindet sich in 402 m ü. NHN ein beliebtes Ausflugsziel, die Waldgaststätte Hohe-Wart-Haus */, welche von zwei östlich liegenden Parkplätzen leicht zu Fuß erreichbar ist. 
Am Hohe-Wart-Haus befindet sich ein Bildstock in Form eines Tischsockels aus Sandstein, der wohl 1821 in die Hauswand verbaut wurde und der mit der Jahreszahl 1733 bezeichnet ist. Der Sockel und sein ebenfalls aus Sandstein gehauener Reliefaufsatz, eine Pietà, 2. Hälfte 20. Jh., sind unter D-6-76-136-8 in der Bayerischen Denkmalliste verzeichnet.

## Geschichte
Bereits 1586 bestand ein direkter Weg zwischen Hainbüchethal und Aschaffenburg. Dieser Weg führte über die Laiten und die Hohewart. Zwischen der Laiten und der Hohewart gab es Die Schlege – drei Schlagbäume, mit denen der Weg gesperrt werden konnte, offenbar, um dort Wegegeld einzunehmen. Die Schlagbäume lagen im Bereich des heutigen Hohe-Wart-Häuschens, von dem man wegen seiner Inschrift „Antonius Sartor, Förster zu Volkersbrunn 1733“ annimmt, dass es in jenem Jahr von Förster Sartor errichtet worden ist. Das Häuschen steht unter D-6-76-136-8 auf der Denkmalliste.

### Verwaltung
Am Ende des alten Reiches gehörte die Hohe Wart zum Gebiet der vereinigten Oberkellerei Aschaffenburg und Kellerei Bachgau sowie zum Cent vorm Spessart und dem Gebiet des Vogteiamtes Kleinwallstadt im Vicedomamt Aschaffenburg im Kurfürstentum Mainz. Infolge des Pariser Vertrages vom 3. Juni 1814 gelangte die Hohe Wart mit dem Fürstentum Aschaffenburg (damals Teil des Großherzogtums Frankfurt) am 26. Juni 1814 an die Krone Bayern. Dort gehörte sie ab 1817 zum Landgericht III. Klasse Kleinwallstadt, Fürstentum Aschaffenburg, Unter-Mainkreis. Nach Auflösung des Landgerichtes Kleinwallstadt 1828, kam die Hohe Wart zum Landgericht I. Klasse Obernburg, nach Vereinigung mit dem Landgericht Klingenberg, 1862, Bezirksamt Obernburg, ab 1939 Landkreis Obernburg am Main. Im Zuge der Gebietsreform in Bayern wurde die Hohe Wart am 1. Juli 1972 Teil des Landkreises Miltenberg.
Seither gab es sieben Anträge angrenzender Gemeinden und der Stadt Aschaffenburg, die Hohe Wart ihren jeweiligen Gemeindegebieten anzugliedern und damit die Planungshoheit über das Gebiet zu erlangen: Gemeinde Leidersbach 1983, 2003 und 2013; Stadt Aschaffenburg 1983, 2003 und 2014; Gemeinde Mespelbrunn 2007. Zur „Wahrung des kommunalen Friedens und des gedeihlichen Miteinanders“ entsprach die zuständige Regierung von Unterfranken bisher keinem dieser Anträge.

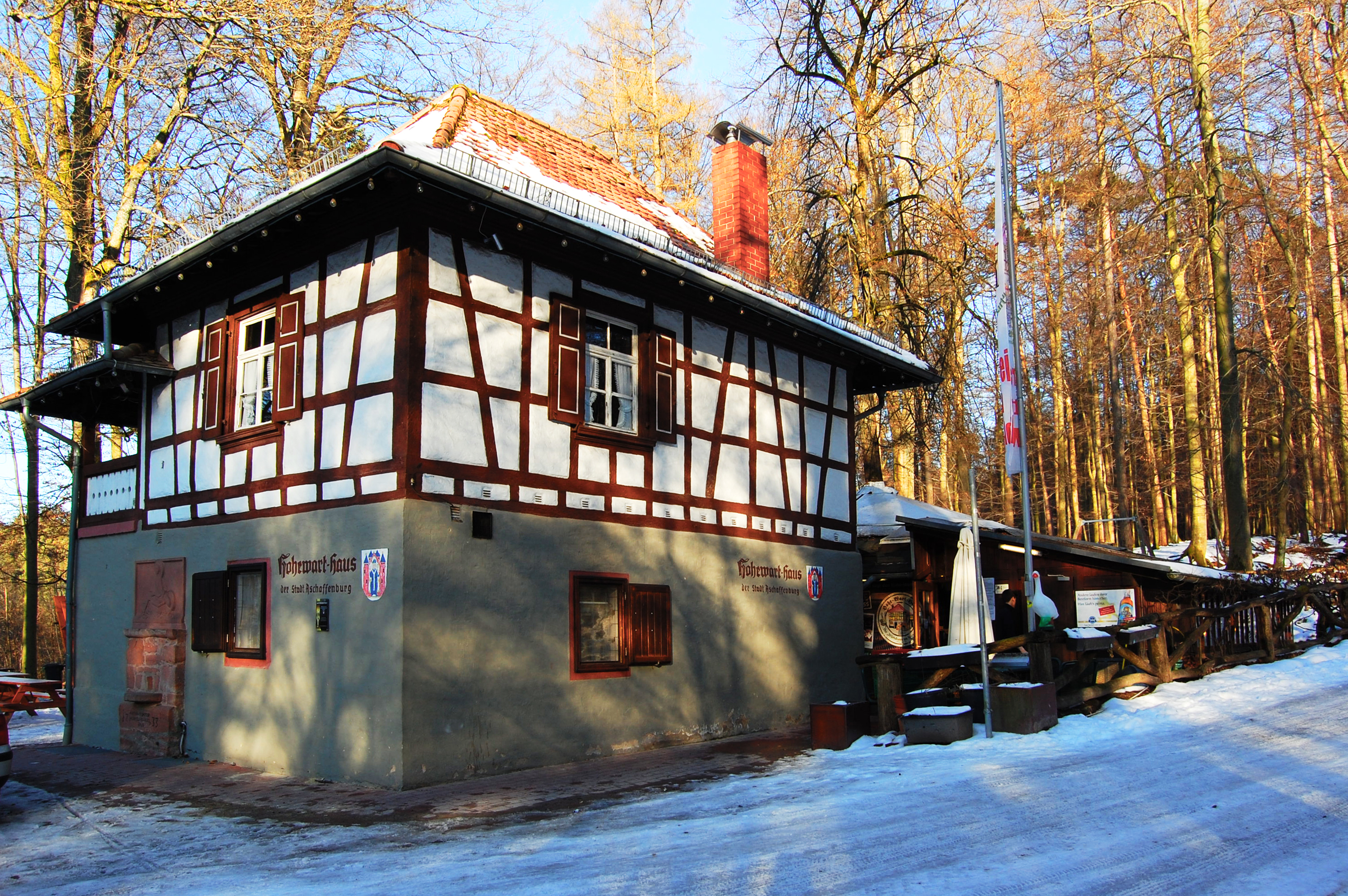
Das Hohe-Wart-Haus.

### Grundeigentum
1668 war die Stadt Aschaffenburg im Besitz eines hälftigen Anteils an der Hohen Wart. Die andere Hälfte gehörte dem Cent vorm Spessart. Durch Vergleich vom 17. Oktober 1718 wurde Übereinkunft erzielt über die Aufteilung der Hohen Wart in eine Stadt – Hohe Wart und eine Cent – Hohe Wart. Die nahezu gleichwertigen Teile wurden zwischen Stadt und Cent nach Losentscheid und nach der Absteinung vom 25. – 27. September 1719 ihren jeweiligen Eigentümern in pleno jure zugewiesen. Dieser Vergleich mit einer genauen Beschreibung der Mark- und Grenzsteine wurde am 18. Januar 1720 von Lothar Franz von Schönborn, Erzbischof und Kurfürst von Mainz, bestätigt. Die Cent – Hohe Wart wurde am 30. Juli 1857 öffentlich versteigert und den Gebrüdern Ludwig und Friedrich Rexroth am 26. Oktober 1857 der Zuschlag erteilt, die das Holz für ihren Eisenhammer bei Hobbach nutzten. 
Der restliche Holzbestand wurde mit der Cent – Hohe Wart von Gustav Georg Lange, einem Verlags-, Buch- und Kunsthändler in Darmstadt erworben. Lange errichtete mit August Nördlinger aus Tübingen nahe Volkersbrunn am sogenannten Fabrikweg oberhalb der Straße Heidberg 1872 eine Holzdrahtfabrik zur Herstellung von Zündhölzern. Die Firma Lange & Nördlinger bestand unter diesem Namen nur ein Jahr, wurde ab Mai 1873 in eigener Regie von Lange bis 1875 weiterbetrieben, danach abgebrochen und die Zehnt - Hohe Wart noch im selben Jahr an die Stadt Aschaffenburg verkauft. Die Stadt Aschaffenburg forstete die abgeholzten Flächen wieder auf, auch um ihren Hochwald auf der Stadt - Hohe Wart nach Westen hin vor Sturmschäden zu schützen.

## Kurioses
Die Hohe Wart ist der Ort der Spuksagen vom grauen Mann, von der wilden Jagd, dem kopflosen Pferd, vom plötzlichen Sturm, dem schwarzen Hund, dem Spatzenbild und von den unsichtbaren Holzhauern.